# Anastasie Triandafil
Anastasie Triandafil (n. 1845, Huși, Vaslui, România – d. 1 decembrie 1916, Iași, România) a fost un om politic român, care a îndeplinit funcția de primar al municipiului Iași în perioada 17 martie - 27 aprilie 1914. 
| Funcții politice                 | Funcții politice             | Funcții politice             |
| -------------------------------- | ---------------------------- | ---------------------------- |
| Predecesor: Alexandru Teodoreanu | Primar al orașului Iași 1914 | Succesor: George G. Mârzescu |

1. ↑  INFORMAȚIUNI, Mișcarea[*], 3 decembrie 1916, p. 1
2. 1 2 3  Necrolog, Mișcarea[*], 3 decembrie 1916, p. 2